# Tallkrogen
Tallkrogen – dzielnica (stadsdel) Sztokholmu, położona w jego południowej części (Söderort) i wchodząca w skład stadsdelsområde Farsta. Graniczy z dzielnicami Gamla Enskede, Gubbängen i Svedmyra.
Według danych opublikowanych przez gminę Sztokholm, 31 grudnia 2020 r. Tallkrogen liczyło 4866 mieszkańców. Powierzchnia dzielnicy wynosi 1,24 km².
Tallkrogen jest jedną ze stacji na zielonej linii (T18) sztokholmskiego metra.